# Los Capires
Los Capires är en ort i Mexiko.   Den ligger i kommunen Cutzamala de Pinzón och delstaten Guerrero, i den södra delen av landet, 180 km sydväst om huvudstaden Mexico City. Los Capires ligger 272 meter över havet och antalet invånare är 349.
Terrängen runt Los Capires är kuperad åt nordost, men åt sydväst är den platt. Runt Los Capires är det ganska tätbefolkat, med 60 invånare per kvadratkilometer. Närmaste större samhälle är Ciudad Altamirano, 16,6 km sydväst om Los Capires. Omgivningarna runt Los Capires är en mosaik av jordbruksmark och naturlig växtlighet.